# Lennart Fredlund
Lennart Severin Fredlund, född 21 november 1919 i Malmö, död 12 november 2008 i Uppsala, var en svensk jurist. Han var sonson till Severin Fredlund.
Fredlund blev juris kandidat vid Lunds universitet 1944, genomförde tingstjänstgöring 1944–1947, utnämndes till fiskal i Hovrätten över Skåne och Blekinge 1947 och blev hovrättsassessor 1953. Han blev sakkunnig i Finansdepartementet 1955 och i Justitiedepartementet samma år, var sekreterare i hyreslagskommittén 1957–1961 och blev byråchef för lagärenden i Justitiedepartementet 1961. Fredlund blev hovrättsråd i Svea hovrätt 1962, rättsavdelningschef i Justitiedepartementet 1963 samt departementsråd och tillförordnad rättschef 1965. Fredlund var justitieråd 1967–1985. Han var ordförande i Kriminalvårdsnämnden 1968–1970. 
Lennart Fredlund är begraven på Uppsala gamla kyrkogård.